# NGC 2209
NGC 2209 (również ESO 34-SC6) – gromada otwarta, znajdująca się w gwiazdozbiorze Góry Stołowej. Należy do Wielkiego Obłoku Magellana. Odkrył ją John Herschel 8 lutego 1836 roku.